# Chiesa della Madonnina
La chiesa della Madonnina il cui vero nome è chiesa della Beata Vergine Mediatrice di tutte le grazie e del Santissimo Salvatore di Freto, si trova a Modena in via Alvarado, nel Quartiere Madonnina.
Costruita tra il 1968 e il 1970 su un lotto di 10000 m2 che comprende anche un campo di calcio, una palestra, un circolo, una scuola materna, alloggi dei sacerdoti e di servizio, oltre a quelli delle suore.
È opera dell'architetto Franco Serafini.
La chiesa prende il nome dall'antico oratorio dove è custodita un'immagine della Madonna di Loreto, oggi chiamato cappella Dallari.
Qui nel 1815 l'allora Papa Pio VII si fermò a celebrare una messa, una lapide affissa all'esterno ricorda l'avvenimento.
L'8 settembre è la festa della Natività di Maria Vergine, la parrocchia la celebra con una sagra che si svolge la domenica più vicina a tale data.